# Deone Joubert
Deone Joubert (ur. 23 kwietnia 1988) – południowoafrykańska lekkoatletka, specjalizująca się w skoku o tyczce.

## Osiągnięcia
- 4. miejsce podczas mistrzostw Afryki (Addis Abeba 2008)[1]
- pięciokrotna mistrzyni kraju (2008[2], 2009[3], 2012[4], 2013[5] i 2014[6])

## Rekordy życiowe
- skok o tyczce – 4,10 (2009)